# アルチャル
アルチャル（モンゴル語: Alčar、生没年不詳）は、モンゴル帝国に仕えた将軍の一人で、拓跋氏の出身。『元史』における漢字表記は按札児(ànzháér)。

## 概要
どのような経緯を経てモンゴル帝国に仕えるようになったかは不明であるが、チンギス・カンに取り立てられて金朝との戦いに起用されるようになる。第一次金朝遠征においてチンギス・カンは金朝領の各地で金軍を破り、掠奪をはたらき、モンゴル帝国に有利な形で講和を結んで一度引き上げたが、金朝方面に駐屯するモンゴル軍の指揮権は「四駿」の一人のムカリに委ねられた。ムカリの配下にはコンギラト部・イキレス部・マングト部・ウルウト部ら帝国左翼の有力部族と漢人・契丹人・女真人ら現地徴発兵が集められ、この軍勢の「先鋒/前鋒」として抜擢されたのがココ・ブカ、ボロト、セウニデイ、ブルガイ・バアトル、そしてアルチャルら「五部将」であった。
1219年、河中府を降したムカリ軍は一度北還したが、アルチャルが「前鋒総帥」を率いて平陽に駐屯していたため、アルチャルの威名を恐れる金軍は北上するムカリ軍に手出しできなかったという。
1222年、河北一帯の制圧を終えたムカリは陝西方面の進出を計画し、道中の要衝の河中府は石天応に守らせることした。ところが、石天応は金朝の侯小叔の奇襲を受けて敗北し、河中府を失陥したムカリ軍は敵中に孤立する危機的状況に陥った。この時、アルチャルは再度河中府を急襲して「斬首数万級、逃れた者は僅か数十人」という大勝利を挙げ、河中府を奪還したムカリ軍は無事退却することができた。この「河中府の戦い」は当時有名だったようで、『金史』『元史』など複数の史書に言及がある。
「河中府の戦い」の後、1223年にムカリは亡くなり、その後を継いだボオルにアルチャルらは引き続き仕えた。1230年にはボオルの衛州攻囲に加わったが、金軍の奇襲を受けて妻の奴丹氏が捕虜となってしまった。金の皇帝はアルチャルを寝返らせるために奴丹氏を利用としたが奴丹氏は応じず、アルチャルの説得を受け容れた演技をしてモンゴル軍の下に帰還することに成功したので、第2代皇帝オゴデイから厚く褒賞を受けている。その後、アルチャルはオゴデイ自ら率いる本隊に従軍して潞州・鳳翔攻略に加わり、対金朝遠征最大の激戦となった三峰山の戦いでも活躍した。
三峰山の戦いの翌年（1232年）にオゴデイ率いる本隊は北還したが、テムデイ・コルチの下でアルチャル軍は引き続き開封攻囲に加わった（開封攻囲戦）。城中の民はアルチャルの旗を見て、「アルチャルの妻は勇と義に溢れた女性である。ましてやその夫はより優れた人物であろう」と語り合ったという。1234年に金朝が完全に滅ぶと、アルチャルは自らが駐屯する平陽に投下領を与えられ、それから間もなく亡くなった。
アルチャルには忙漢と拙赤哥という2人の息子がいた。拙赤哥は李璮の乱鎮圧の際に若くして戦死したが、忙漢はナヤンの乱・カイドゥの乱討伐などに活躍し1311年まで存命であった。

## タンマチ「五部将」
- アルチャル
- ボロト
- セウニデイ
- ブルガイ・バアトル
- ココ・ブカ

※ブルガイ・バアトルは後にケレイテイと交替する。